# John Q. Hammons
James Quentin Hammons (24 de febrero de 1919-26 de mayo de 2013) fue un empresario estadounidense y uno de los principales desarrolladores de la nación de los hoteles y resorts de lujo. Con más de 50 años de experiencia en la industria hotelera, John Q. Hammons construyó y desarrolló cerca de doscientos hoteles. Mientras que muchos de los primeros hoteles fueron Holiday Inns, la cartera actual de los hoteles incluyen marcas como Marriott (Renaissance, Courtyard by Marriott y Residence Inn by Marriott), Hilton (Embassy Suites, Hampton Inn y Homewood Suites), y varias propiedades independientes, incluyendo las University Plazas y el galardonado  Chateau en el Lake Resort y Conference Center en Branson, Misuri. Evitó lugares de grandes ciudades a favor de propiedades en ciudades universitarias y capitales estatales. Hammons dijo una vez: "Los niños siempre van a la escuela, y no se puede despedir a los malditos políticos".
James Quentin Hammons , murió el 26 de mayo de 2013, a los 94 años, en Elfindale Manor en Springfield, Misuri, donde había vivido desde 2010.